# WolframAlpha
WolframAlpha (/ˈwʊlf.rəm-/ WUULf-rəm-) és un motor de respostes desenvolupat per Wolfram Research. Respon a les consultes de fets calculant respostes a partir de dades d'origen extern.
WolframAlpha es va llançar el 18 de maig de 2009 i es basa en el producte anterior Wolfram Mathematica, una plataforma informàtica tècnica. WolframAlpha recopila dades de llocs web acadèmics i comercials com ara The World Factbook de la CIA, el Servei Geològic dels Estats Units, una publicació de la Biblioteca de la Universitat de Cornell anomenada All About Birds, Chambers Biographical Dictionary, Dow Jones, el Catalog of Life, CrunchBase, Best Buy, i la FAA per respondre les consultes. Una versió espanyola es va llançar el 2022.
Els usuaris envien consultes i sol·licituds de càlcul mitjançant un camp de text. A continuació, WolframAlpha calcula respostes i visualitzacions rellevants a partir d'una base de coneixement de dades estructurades i seleccionades que provenen d'altres llocs i llibres. És capaç de respondre preguntes basades en fets en llenguatge natural especialment formulades. Mostra la seva "interpretació d'entrada" d'aquesta pregunta, utilitzant frases estandarditzades. La simbologia matemàtica també pot ser analitzada pel motor, que respon amb resultats numèrics i estadístics.
WolframAlpha està escrit en Wolfram Language, un llenguatge de programació general multiparadigma, i implementat a Mathematica, que és propietari i no utilitzat habitualment pels desenvolupadors.
WolframAlpha es va utilitzar per impulsar algunes cerques als motors de cerca Microsoft Bing i DuckDuckGo, però ja no s'utilitza per proporcionar resultats de cerca. Per respondre preguntes de fet, WolframAlpha era utilitzat anteriorment per Siri d'Apple i Amazon Alexa per a consultes de matemàtiques i ciències, però ja no està operatiu dins d'aquests serveis. Els tipus de dades WolframAlpha van estar disponibles a partir del juliol del 2020 amb Microsoft Excel, però l'associació Microsoft-Wolfram va acabar gairebé dos anys més tard, el 2022, a favor dels tipus de dades de Microsoft Power Query. La funcionalitat de WolframAlpha a Microsoft Excel s'acabarà el juny de 2023.